# 亚历山大·格里戈里耶维奇·鲁缅采夫
亚历山大·格里戈里耶维奇·鲁缅采夫（羅馬化：Aleksandr Grigor'yevich Rumyantsev；1947年2月12日—）是世界著名儿科血液学家、俄罗斯科学院教授、第八届国家杜马代表。1984年，他获得医学全博士学位。
1971年，鲁缅采夫开始担任临床住院医生。1976年至1984年，他成为儿科助理。1986年至1987年，他担任儿童疾病系教授。1986年至1987年，鲁缅采夫参加了前往苏联受灾地区的考察队，以消除切尔诺贝利核事故的后果。2004年至2010年，鲁缅采夫担任血液学/肿瘤学和免疫学系主任。2012年，他被任命为俄罗斯国立研究医科大学肿瘤学系教授。1978年至1991年，鲁缅采夫担任卫生部首席儿科血液学家。自2021年9月起，他担任莫斯科选区第八届国家杜马代表。
亚历山大·鲁缅采夫在俄罗斯组织了儿科血液学和肿瘤学服务，专门治疗儿童疾病，如急性白血病、淋巴瘤和脑肿瘤。

## 制裁
鲁缅采夫于2022年因俄乌战争而受到英国政府制裁。

## 荣誉
- 各民族人民友谊勋章
- 祖国功勋勋章
- 旭日章